# Ceyx
A Ceyx a madarak osztályának szalakótaalakúak (Coraciiformes) rendjébe, ezen belül a jégmadárfélék (Alcedinidae) családjába és a Alcedininae alcsaládjába tartozó nem.

## Rendszerezésük
A nemet Bernard Germain de Lacépède francia természettudós írta le 1799-ben, az alábbi fajok tartoznak ide:
- vörhenyes jégmadár (Ceyx erithaca vagy Ceyx rufidorsa)
- Fülöp-szigeteki törpejégmadár (Ceyx melanurus)
- celebeszi törpejégmadár (Ceyx fallax)
- melanéz törpejégmadár (Ceyx lepidus)
- északi-maluku-szigeteki törpejégmadár (Ceyx uropygialis)
- Ceyx margarethae
- Sula-szigeteki törpejégmadár (Ceyx wallacii)
- burui törpejégmadár (Ceyx cajeli)
- pápua törpejégmadár (Ceyx solitarius)
- új-írországi törpejégmadár (Ceyx mulcatus)
- admiralitás-szigeteki törpejégmadár (Ceyx dispar)
- új-britanniai törpejégmadár (Ceyx sacerdotis)
- északi-salamon-szigeteki törpejégmadár (Ceyx meeki)
- Bougainville-törpejégmadár (Ceyx pallidus)
- Új-Georgia-szigeti törpejégmadár (Ceyx collectoris)
- Malaita-szigeti törpejégmadár (Ceyx malaitae)
- guadalcanali törpejégmadár (Ceyx nigromaxilla)
- Makira-szigeti törpejégmadár (Ceyx gentianus)
- kékmellű törpejégmadár (Ceyx cyanopectus[1] vagy Alcedo cyanopectus)[3]
- Ceyx argentatus
- Ceyx flumenicola[1] vagy Alcedo argentata flumencola[3]
- azúr jégmadár (Ceyx azureus[1] vagy Alcedo azurea)[3]
- bismarck-szigeti törpejégmadár (Ceyx websteri)[1] vagy Alcedo websteri)[3]
- mangrovejégmadár (Ceyx pusillus)